# 16912 Rhiannon
16912 Rhiannon (1998 EP8) là một thiên thạch loại Amor được phát hiện vào ngày 2 tháng 3 năm 1988 bởi ODAS tại Caussols.

## Link ngoài
- 16912 Rhiannon tại Cơ sở dữ liệu vật thể nhỏ JPL 
  - Tiếp cận Trái Đất · Phát hiện · Lịch thiên văn · Biểu đồ quỹ đạo · Yếu tố quỹ đạo · Tham số vật lý